# ديريك جونسون (لاعب كرة قدم أمريكية)
ديريك جونسون (بالإنجليزية: Derrick Johnson)‏ هو لاعب كرة قدم أمريكية أمريكي، ولد في 9 فبراير 1982 في لونغ بيتش في الولايات المتحدة.

## وصلات خارجية
- ديريك جونسون على موقع مرجع كرة القدم المحترفة.كوم (الإنجليزية)